# Inter Mediolan w sezonie 1911/1912
Sezon 1911/1912 był czwartym sezonem w historii Interu Mediolan. W tym sezonie Internazionale zdobył ukończyło rozgrywki Prima Categoria na 4. miejscu.
Najlepszym strzelcem zespołu został Franco Bontadini, który zdobył 14 bramek.

## Skład
| Nr | Poz. | Piłkarz                    |
| -- | ---- | -------------------------- |
|    | BR   | Piero Campelli             |
|    | OB   | Oreste Viganò              |
|    | OB   | Oscar Engler               |
|    | OB   | Mario Moretti              |
|    | OB   | Mario Corinaldesi          |
|    | OB   | Alessandro De Magistris    |
|    | OB   | Roberto Fronte             |
|    | OB   | Luois Paillard             |
|    | PO   | Virgilio Fossati (kapitan) |
|    | PO   | Paolo Scheidler            |

| Nr | Poz. | Piłkarz          |
| -- | ---- | ---------------- |
|    | PO   | Ernest Peterly   |
|    | PO   | Giuseppe Caimi   |
|    | PO   | Ernesto Crespi   |
|    | PO   | Carlo Payer      |
|    | PO   | Adolf Stebler    |
|    | NA   | Ermanno Aebi     |
|    | NA   | Enrico Crotti    |
|    | NA   | Achille Gama     |
|    | NA   | Franco Bontadini |
|    | NA   | Ugo Ferradini    |

## Rozgrywki

### Prima Categoria

#### Tabela
| Lp. | Drużyna        | M  | Mecze | Mecze | Mecze | Bramki | Bramki | Bramki | Pkt |
| Lp. | Drużyna        | M  | W     | R     | P     | +      | −      | +/−    | Pkt |
| --- | -------------- | -- | ----- | ----- | ----- | ------ | ------ | ------ | --- |
| 2.  | Milan          | 18 | 14    | 3     | 1     | 60     | 10     | +50    | 31  |
| 3.  | Genoa          | 18 | 10    | 4     | 4     | 35     | 21     | +14    | 24  |
| 4.  | Inter Mediolan | 18 | 10    | 1     | 7     | 42     | 22     | +20    | 21  |
| 4.  | Torino         | 18 | 10    | 1     | 7     | 31     | 31     | 0      | 21  |
| 6.  | Casale         | 18 | 6     | 3     | 9     | 19     | 26     | −7     | 15  |

#### Mecze
| Prima Categoria 18 października 1911 | Casale | 0:3 | Inter Mediolan            |                                   |
|                                      |        |     | Ferrardini · Aebi · Caimi | Casale Monferrato Sędzia: Varetto |

| Prima Categoria 215 października 1911 | Inter Mediolan | 1:1   | Torino       |                        |
|                                       | Bontadini 54'  | (0:0) | 73' Bachmann | Mediolan Sędzia: Magni |

| Prima Categoria 322 października 1911 | Genoa          | 3:2 | Inter Mediolan |                       |
|                                       | Conte · Miller |     | Payer · Aebi   | Genua Sędzia: Goodley |

| Prima Categoria 429 października 1911 | Inter Mediolan | 4:0 | Andrea Doria |                         |
|                                       | Gama · Aebi    |     |              | Mediolan Sędzia: Meazza |

| Prima Categoria 55 listopada 1911 | AC Milan                       | 2:1   | Inter Mediolan |                       |
|                                   | De Vecchi 59' (k.) · Rizzi 79' | (0:0) | 53' Bontadini  | Mediolan Sędzia: Gama |

| Prima Categoria 612 listopada 1911 | Inter Mediolan | 2:1 | Pro Vercelli       |                       |
|                                    | Bontadini      |     | (sam.) Corinaldesi | Mediolan Sędzia: Calì |

| Prima Categoria 719 listopada 1911 | US Milanese | 0:5 | Inter Mediolan                               |                         |
|                                    |             |     | Bontadini · Aebi · Gama · (sam.) Bruciamonti | Mediolan Sędzia: Radice |

| Prima Categoria 826 listopada 1911 | Inter Mediolan                               | 6:1   | Juventus         |                       |
|                                    | Bontadini 20', 26' · Aebi 50', 65', 75', 85' | (2:0) | 57' (sam.) Caimi | Mediolan Sędzia: Calì |

| Prima Categoria 93 grudnia 1911 | Piemonte               | 0:2   | Inter Mediolan |                      |
|                                 | 28' Fossati · 75' Aebi | (0:1) |                | Turyn Sędzia: Mégard |

| Prima Categoria 1010 grudnia 1911 | Inter Mediolan | 0:1   | Casale     |                        |
|                                   |                | (0:1) | 38' Oriani | Mediolan Sędzia: Magni |

| Prima Categoria 1117 grudnia 1911 | Torino                       | 2:1   | Inter Mediolan |                        |
|                                   | Morelli 22' · Debernardi 74' | (1:0) | 69' Aebi       | Turyn Sędzia: Ferraris |

| Prima Categoria 127 stycznia 1912 | Inter Mediolan | 1:3   | Genoa                                    |                         |
|                                   | Payer 60' (k.) | (0:3) | 20' Marsh · 25' Crocco · 27' (k.) Murphy | Mediolan Sędzia: Meazza |

| Prima Categoria 1314 stycznia 1912 | Andrea Doria | 0:2   | Inter Mediolan      |                      |
|                                    |              | (0:2) | 18' Gama · 23' Aebi | Genua Sędzia: Radice |

| Prima Categoria 1421 stycznia 1912 | Inter Mediolan | 0:3   | AC Milan                       |                          |
|                                    |                | (0:1) | 21' Carrer · 62', 82' Van Hege | Mediolan Sędzia: Pasteur |

| Prima Categoria 1528 stycznia 1912 | Pro Vercelli                  | 3:1   | Inter Mediolan |                          |
|                                    | Rampini 24', 62' · Piacco 86' | (1:1) | 14' Gama       | Vercelli Sędzia: Colombo |

| Prima Categoria 1611 lutego 1912 | Juventus | 0:4   | Inter Mediolan                                  |                       |
|                                  |          | (0:3) | 19' (k.) Aebi · 32', 34' Bontadini · 56' Engler | Turyn Sędzia: Varetto |

| Prima Categoria 1718 lutego 1912 | Inter Mediolan                                         | 5:1   | Piemonte  |                          |
|                                  | Engler 31' · Caimi 65' · Bontadini 70', 77' · Aebi 84' | (1:1) | 4' Fresia | Mediolan Sędzia: Colombo |

| Prima Categoria 1824 marca 1912 | Inter Mediolan     | 2:0   | US Milanese |                         |
|                                 | Bontadini 40', 83' | (1:0) |             | Mediolan Sędzia: Radice |

## Statystyki

### Mecze i bramki
| Piłkarz                 | Primera Categoria | Primera Categoria | Suma  | Suma   |
| Piłkarz                 | Mecze             | Bramki            | Mecze | Bramki |
| ----------------------- | ----------------- | ----------------- | ----- | ------ |
| Piero Campelli          | 18                | 0                 | 18    | 0      |
| Oreste Viganò           | 1                 | 0                 | 1     | 0      |
| Oscar Engler            | 18                | 2                 | 18    | 2      |
| Mario Moretti           | 18                | 0                 | 18    | 0      |
| Mario Corinaldesi       | 16                | 0                 | 16    | 0      |
| Alessandro De Magistris | 1                 | 0                 | 1     | 0      |
| Roberto Fronte          | 2                 | 0                 | 2     | 0      |
| Luois Paiilard          | 13                | 0                 | 13    | 0      |
| Virgilio Fossati        | 10                | 1                 | 10    | 1      |
| Paolo Scheidler         | 1                 | 0                 | 1     | 0      |
| Ernest Peterly          | 0                 | 0                 | 0     | 0      |
| Giuseppe Caimi          | 16                | 1                 | 16    | 1      |
| Ernesto Crespi          | 3                 | 0                 | 3     | 0      |
| Carlo Payer             | 18                | 2                 | 18    | 2      |
| Adolf Stebler           | 0                 | 0                 | 0     | 0      |
| Ermanno Aebi            | 17                | 13                | 17    | 13     |
| Enrico Crotti           | 2                 | 0                 | 2     | 0      |
| Achille Gama            | 18                | 6                 | 18    | 6      |
| Franco Bontadini        | 18                | 14                | 18    | 14     |
| Ugo Ferradini           | 6                 | 2                 | 6     | 2      |

### Najlepsi strzelcy
| L.p. | Piłkarz          | Prima Categoria | Suma |
| ---- | ---------------- | --------------- | ---- |
| 1.   | Franco Bontadini | 14              | 14   |
| 2.   | Ermanno Aebi     | 13              | 13   |
| 3.   | Achille Gama     | 6               | 6    |
| 4.   | Ugo Ferradini    | 2               | 2    |
| 4.   | Oscar Engler     | 2               | 2    |
| 4.   | Carlo Payer      | 2               | 2    |
| 7.   | Virgilio Fossati | 1               | 1    |
| 7.   | Giuseppe Caimi   | 1               | 1    |